# Gunnel Wålstedt
Gunnel Ingegerd Wålstedt, född 2 januari 1925 i Linköping, död 17 december 2011 i Täby, var en svensk teckningslärare, tecknare och grafiker.
Wålstedt studerade från 1945 vid Konstfackskolan i Stockholm där hon utexaminerades som teckningslärare 1951, hon fortsatte sina konststudier vid Kungliga konsthögskolans avdelning för grafisk konst 1951–1955. Efter sina studier var hon yrkesmässigt verksam som teckningslärare och bildkonstnär. Hon medverkade i Vimmerby konstförenings julsalong 1951 och Nationalmuseums utställning Unga tecknare 1953 samt i utställningar arrangerade av Östgöta konstförening i Vadstena, Åtvidaberg, Linköping, Norrköping och Valdemarsvik.